# Smith & Wesson Model 10
O Smith & Wesson Model 10, anteriormente conhecido como Smith & Wesson .38 Hand Ejector Model of 1899, ou Smith & Wesson Military & Police ou ainda Smith & Wesson Victory Model, é um revólver baseado no corpo padrão "K-frame", de popularidade mundial. Em produção desde 1899, o Model 10 é um revólver de ação dupla (DA), no calibre .38 Special, de seis tiros e mira fixa. 
Durante sua longa produção, o Smith & Wesson Model 10 esteve disponível com comprimentos de cano de: 2" (51 mm), 3" (76 mm), 4" (100 mm), 5" (130 mm) e 6" (150 mm). Sabe-se também que canos de 2,5 polegadas (64 mm) foram fabricados para contratos especiais. Cerca de 6.000.000 deles foram produzidos ao longo dos anos, tornando-a a arma mais popular do século XX.

## Histórico
Em 1899, o Exército e a Marinha dos Estados Unidos fizeram pedidos à Smith & Wesson para dois 
a três mil revólveres Hand Ejector Model of 1899, para uso do Cartucho de Serviço 
"M1892 .38 Long Colt U.S.". Com essa ordem, o Hand Ejector Model ficou conhecido como
.38 Military and Police model.

Nesse mesmo ano, em resposta a relatórios de fontes militares que serviam nas Filipinas sobre a 
ineficácia relativa do novo cartucho, a Smith & Wesson começou a oferecer o Military & Police
num novo calibre, o .38 S&W Special (aka .38 Special), uma versão ligeiramente alongada 
do cartucho .38 Long Colt com maior peso de bala (158 grãos) e carga de pólvora aumentada 
de 18 para 21 grãos.
Em 1902, o .38 Military & Police (2nd Model) foi introduzido, apresentando mudanças substanciais.

Isso incluiu grandes modificações e simplificações do bloqueio interno e a adição de uma barra inferior
de bloqueio no cano para engatar a haste ejetora anteriormente independente. Os comprimentos do cano 
eram de 4, 5, 6 e 6,5 polegadas com empunhadura arredondada. Os números de série para as 
Forças Armadas e Policiais variaram do número 1 da série a 20.975. A maioria dos primeiros revólveres
M&P no calibre .38 Special parece ter sido vendida para o mercado civil.

Em 1904, a S&W estava oferecendo o .38 M&P com empunhadura arredondada ou quadrada e 
canos de 4, 5 e 6,5 polegadas.

## Variantes
| Modelo | Ano  | Modificações |
| ------ | ---- | --- |
| 10     | 1957 | Introdução |
| 10-1   | 1959 | Cano reforçado introduzido |
| 10-2   | 1961 | Alteração na haste extratora para o cano padrão                                                                                 |
| 10-3   | 1961 | Alteração na haste extratora para o cano reforçado, alteração na espessura da lâmina da mira dianteira, de 1/10" para 1/8"      |
| 10-4   | 1962 | Eliminado o parafuso do guarda mato no quadro de cano padrão                                                                    |
| 10-5   | 1962 | Alteração na espessura da lâmina da mira dianteira, de 1/10" para 1/8" para o cano reforçado                                    |
| 10-6   | 1962 | Eliminado o parafuso do guarda mato no quadro de cano reforçado                                                                 |
| 10-7   | 1977 | Mudança do "gas ring" do quadro para o cilindro para o cano padrão                                                              |
| 10-8   | 1977 | Mudança do "gas ring" do quadro para o cilindro para o cano reforçado                                                           |
| 10-9   | 1988 | Substituição do sistema de retenção, do parafuso prisioneiro e do pino flutuante do cão para o cano padrão                      |
| 10-10  | 1988 | Substituição do sistema de retenção, do parafuso prisioneiro e do pino flutuante do cão para o cano reforçado                   |
| 10-11  | 1997 | Cão/gatilho e pino de percussão em MIM (Metal Injection Molding) para cano padrão e cano reforçado HB no Model M10 Park police. |
| 10-12  | 1997 | Cão/gatilho e pino de percussão em MIM (Metal Injection Molding) para cano reforçado                                            |
| 10-13  | 2002 | Produção limitada da edição comemorativa de 1899                                                                                |
| 10-14  | 2002 | Trava interna adicionada |
| 10-14  | 2010 | Descontinuado |
| 10-14  | 2012 | Reintroduzido como parte da "Linha Clássica"                                                                                    |

## Usuários
- Argélia:[5]
- Austrália:[6]
- Canadá:
- Chile:[7]
- Costa Rica:[7]
- França:[7]
- Hong Kong:[7]
- Islândia:
- Irão:[8]
- Irlanda:
- Israel:[7]
- Jamaica:
- Japão:[9]
- Jordânia:
- Reino do Laos:[10]
- Letónia:
- Líbano:[11]
- Malásia:[7]
- Nova Zelândia:[6]
- Nicarágua:[12]
- Noruega:
- Paraguai:[13]
- Peru:[7]
- Filipinas:[7]
- Portugal:[7]
- Arábia Saudita:[7]
- Singapura:
- África do Sul:[6]
- Coreia do Sul:[7]
- Vietnã do Sul:[14][15]
- Vietname:[7]
- Tailândia:[7]
- Turquia:[16]
- Reino Unido:[7]
- Estados Unidos:[7]